# Alternatywne koncepcje podatku dochodowego
Konstrukcja podatków dochodowych od osób fizycznych spotyka się coraz częściej z krytyką. Dążenie do realizacji wypracowanych przez doktrynę zasad opodatkowania tym podatkiem doprowadziło do znacznego skomplikowania jego konstrukcji, przez co stał się on niezrozumiały dla podatników, natomiast dla organów podatkowych trudny i kosztowny w administrowaniu. Krytyka współczesnych podatków dochodowych stała się przyczyną do poszukiwania alternatywnych koncepcji opodatkowania dochodu. Najbardziej rozpowszechnionymi koncepcjami są:
- podatek od wydatków,
- podatek o maksymalnie rozszerzonej podstawie opodatkowania,
- podatek od dochodu przedsiębiorców,
- podatek liniowy,
- minimalny dochód gwarantowany z podatkiem dochodowym o wysokim pułapie zwolnienia z opodatkowania[3].

Istota koncepcji podatku od wydatków polegała na obciążaniu progresywnym podatkiem dochodowym od osób fizycznych wyłącznie ich konsumpcji, z wyłączeniem dochodu zakumulowanego w postaci oszczędności i wydatków inwestycyjnych. Dochód zostałby ustalony w ten sposób, że od przychodów z regularnych i nadzwyczajnych przychodów (np. z tytułu sprzedaży majątku, spadków lub darowizn) zostałyby odliczone koszty ich uzyskania i kwoty wydatków na inwestycje, natomiast doliczono by zmniejszenie stanu oszczędności podatnika i kwoty zaciągniętych pożyczek.
Koncepcja podatku dochodowego o maksymalnie rozszerzonej podstawie opodatkowania zakłada gruntowną przebudowę podatku dochodowego. Istota tej koncepcji polega na maksymalnym rozszerzeniu podstawy opodatkowania poprzez włączenie do niej dotychczas nieobjętych nią składników oraz zniesienie mniemających systemowego uzasadnienia zwolnień i ulg podatkowych przy jednoczesnym obniżeniu maksymalnej stawki podatku. Podstawą opodatkowania byłyby objęte m.in.: wartość dóbr wyprodukowanych w gospodarstwie domowym, wartość dóbr konsumpcyjnych trwałego użytku, wszystkie świadczenia socjalne.
Zgodnie z koncepcją podatku od dochodu przedsiębiorców dochody przedsiębiorców podlegałyby, niezależnie od formy prawnej prowadzenia działalności gospodarczej, opodatkowaniu jednym, proporcjonalnym podatkiem. Podatek dochodowym w dotychczasowej konstrukcji obciążałby tylko dochody przeznaczone na konsumpcję podatnika. Koncepcja ta sprowadza się do rozdzielenia opodatkowania przedsiębiorców i osób fizycznych nieprowadzących działalności gospodarczej. Wadą tej koncepcji są kwestie natury teoretycznej, które są związane z rozgraniczeniem sfery „przedsiębiorstwa” od sfery osobistej, a ponadto nierówne traktowanie dochodów pochodzących z różnych źródeł przychodów (przykładowo, dochody z pracy czy zabezpieczenia społecznego są bardziej restrykcyjnie traktowane niż dochody z działalności gospodarczej).
Koncepcja podatku liniowego, łączy w sobie elementy omówionych wyżej koncepcji. Istota tego podatku opiera się na odrębnym opodatkowaniu dochodu przedsiębiorców bez względu na ich formę prawną oraz dochodów osobistych, które pochodzą wyłącznie z wynagrodzeń, emerytur i rent. Cechą wspólną obu członów tego systemu jest wyłączenie spod opodatkowania dochodu przeznaczonego na inwestycje i zastosowanie do dochodu podlegającego opodatkowaniu (przeznaczonego na konsumpcję) stawki podatkowej, która zazwyczaj wynosi poniżej 20%. W tej koncepcji uwzględnienie stanu rodzinnego i zwolnienie od opodatkowania osób o niskich dochodach byłoby realizowane poprzez wysokie minimum wolne od opodatkowania. Założono również likwidację wielu ulg i zwolnień podatkowych. Podatek liniowy opiera się na potocznym rozumieniu pojęcia „opodatkowania terytorialnego”, oznaczającego, że rządy opodatkowują tylko dochód osiągany wewnątrz granic państwowych. Pozbycie się „opodatkowania światowego” powoduje uproszczenie systemu podatkowego, wspieranie międzynarodowej przyjaźni oraz umożliwienie indywidualnym podatnikom i spółkom konkurowanie ze sobą na jednej płaszczyźnie na całym świecie. Inną zaletą tego podatku jest również przejrzystość. Kraje, które wprowadziły najbardziej agresywny i daleko idący system podatku liniowego, takie jak Estonia, Hongkong czy Słowacja, cieszą się szybkim rozwojem gospodarczym. Systemy te prowadzą również w wielu przypadkach do wzrostu dochodów państwa. Przyciągają one również miejsca pracy i kapitał z krajów, w których obciążenia podatkowe są zbyt wysokie. W Polsce koncepcja podatku liniowego zyskała popularność z uwagi na zaproponowaną w 1998 r. przez Ministerstwo Finansów reformę dotychczasowego podatku dochodowego od osób fizycznych. Jednak, jak dotąd, nie ma przyzwolenia politycznego na zrealizowanie tej koncepcji.